# Communauté de communes du Perche et Haut Vendômois
La communauté de communes du Perche et Haut Vendômois (CHPV) est une structure intercommunale française, située dans le département de Loir-et-Cher.

## Historique
Conformément aux prescriptions de la loi de réforme des collectivités territoriales du 16 décembre 2010, qui a prévu le renforcement et la simplification des intercommunalités et la constitution de structures intercommunales de grande taille, et conformément aux préconisations du Schéma départemental de coopération intercommunale de Loir-et-Cher, les deux petites intercommunalités : 

- Communauté de communes du Haut Vendômois (6 465 habitants en 2011) ; 

- Communauté de communes du Perche vendômois (2 645 habitants en 2011) ;

fusionnent après avis des conseils communautaires et municipaux concernés pour former le 1er janvier 2014 la communauté de communes du Perche et Haut Vendômois.

## Territoire communautaire

### Géographie
Située au nord du département de Loir-et-Cher, la communauté de communes du Perche et Haut Vendômois regroupe 23 communes et présente une superficie de 384,9 km2.

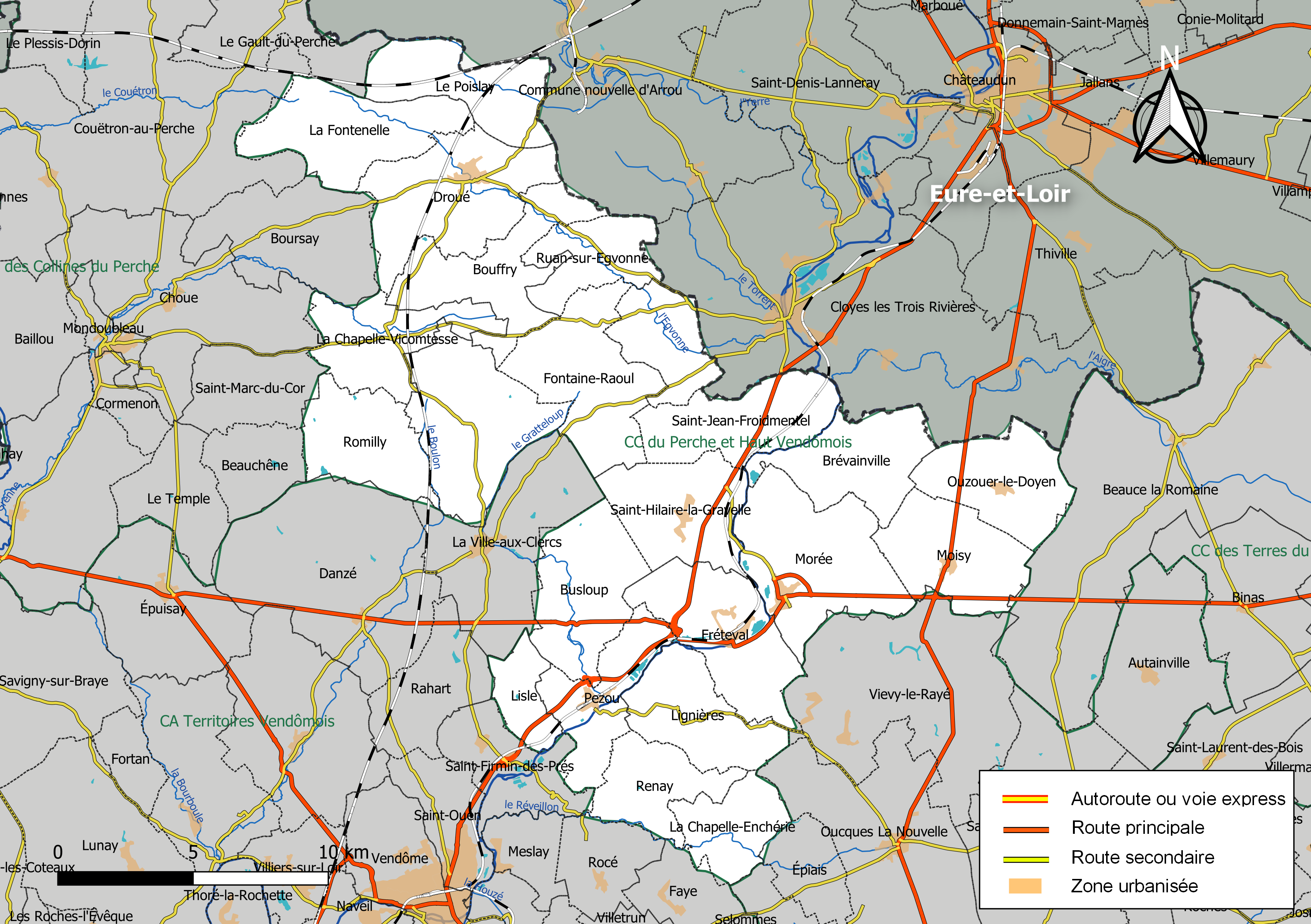
Carte de la communauté de communes du Perche et Haut Vendômois au 1er janvier 2019.

### Composition

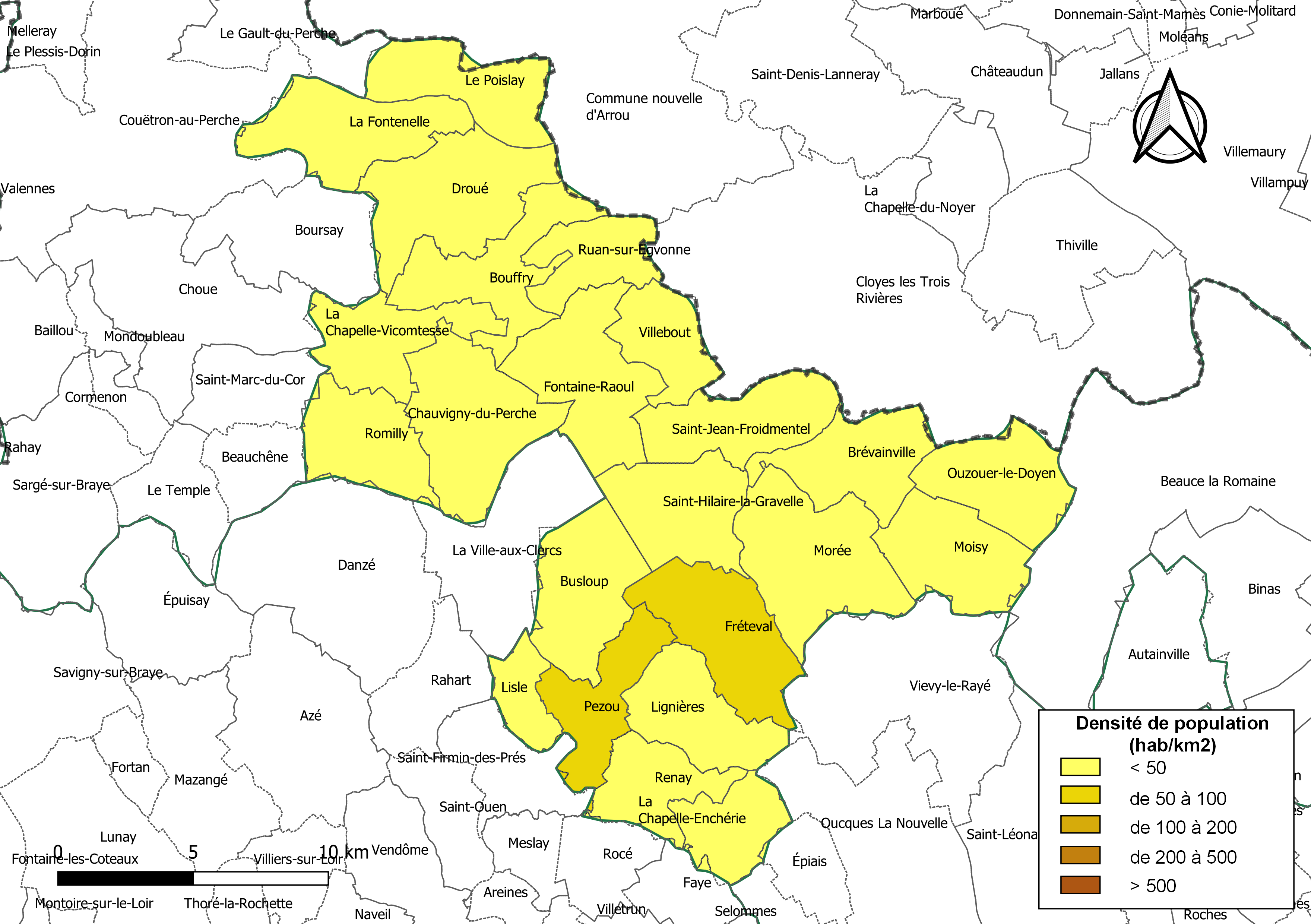
Carte des densités de population (millésimée 2016) des communes de la communauté de communes du Perche et Haut Vendômois. Composition en communes au 1er janvier 2019.

En 2023, la communauté de communes est composée des 23 communes suivantes :

| Nom                       | Code Insee | Gentilé              | Superficie (km2) | Population (dernière pop. légale) | Densité (hab./km2) |
| ------------------------- | ---------- | -------------------- | ---------------- | --------------------------------- | ------------------ |
| Fréteval (siège)          | 41095      | Frétevalois          | 20,49            | 1 065 (2022)                      | 52                 |
| Bouffry                   | 41022      | Bofericiens          | 17,73            | 136 (2022)                        | 7,7                |
| Brévainville              | 41026      | Brévainvillois       | 16,16            | 161 (2022)                        | 10                 |
| Busloup                   | 41028      | Bucilliens           | 18,94            | 496 (2022)                        | 26                 |
| La Chapelle-Enchérie      | 41037      | Chapelle-Enchéricois | 10,76            | 211 (2022)                        | 20                 |
| La Chapelle-Vicomtesse    | 41041      |                      | 15,03            | 160 (2022)                        | 11                 |
| Chauvigny-du-Perche       | 41048      |                      | 23,43            | 230 (2022)                        | 9,8                |
| Droué                     | 41075      | Drouésiens           | 24,04            | 1 027 (2022)                      | 43                 |
| Fontaine-Raoul            | 41088      |                      | 21,9             | 235 (2022)                        | 11                 |
| La Fontenelle             | 41089      | Fontenellois         | 20,1             | 207 (2022)                        | 10                 |
| Lignières                 | 41115      | Ligniérois           | 15,77            | 409 (2022)                        | 26                 |
| Lisle                     | 41116      | Lislois              | 6,61             | 186 (2022)                        | 28                 |
| Moisy                     | 41141      | Messiens             | 17,33            | 341 (2022)                        | 20                 |
| Morée                     | 41154      | Moréens              | 25,83            | 1 079 (2022)                      | 42                 |
| Ouzouer-le-Doyen          | 41172      | Oratoriens           | 16,59            | 228 (2022)                        | 14                 |
| Pezou                     | 41175      | Pezoviens            | 13,97            | 1 093 (2022)                      | 78                 |
| Le Poislay                | 41179      | Poislaysiens         | 15,89            | 198 (2022)                        | 12                 |
| Renay                     | 41187      | Renéens              | 12,05            | 176 (2022)                        | 15                 |
| Romilly                   | 41193      |                      | 14,9             | 155 (2022)                        | 10                 |
| Ruan-sur-Egvonne          | 41196      |                      | 11,35            | 80 (2022)                         | 7                  |
| Saint-Hilaire-la-Gravelle | 41214      | Saint-Hilairiens     | 17,57            | 656 (2022)                        | 37                 |
| Saint-Jean-Froidmentel    | 41216      |                      | 17,2             | 507 (2022)                        | 29                 |
| Villebout                 | 41277      | Villeboutois         | 11,21            | 119 (2022)                        | 11                 |

### Démographie
| 1968  | 1975  | 1982  | 1990  | 1999  | 2009  | 2014  | 2020  |
| ----- | ----- | ----- | ----- | ----- | ----- | ----- | ----- |
| 9 363 | 8 888 | 8 796 | 8 512 | 8 535 | 9 261 | 9 284 | 9 183 |

## Organisation

### Siège
La communauté de communes a son siège à Fréteval, place Pierre Genevée.

### Élus
La communauté de communes est administrée par son conseil communautaire, composé de  conseillers municipaux représentant chacune des  communes membres.
Au terme des élections municipales de 2020 en Loir-et-Cher, le conseil communautaire renouvelé a réélu le 17 juillet 2020 son président, Alain Bourgeois, maire de Morée, et désigné ses sept vice-présidents, qui sont : 
1. Gilles Volant, maire-adjoint de  Droué
2. Pierre Solon, maire de Pezou
3. Dominique Brunet, maire de Brévainville
4. Laurent Borel, maire de Saint-Jean-Froidmentel
5. Pierre Brousse, maire-adjoint de Ouzouer-le-Doyen
6. Daniel Barilleau, maire-adjoint de La Chapelle-Vicomtesse
7. Pascal Trassard, maire-adjoint de Fréteval.

Le bureau de la communauté pour la mandature 2020-2026 est constitué du président, des vice-présidents et de 17 autres membres.
Pierre Solon, maire de Pezou, ayant démissionné de son mandat de second vice-président, le conseil communautaire d'octobre 2021 a élu son successeur, Aurélien Lemoine, également élu de Pezou. De même, en septembre 2022, Pierre Brousse est remplacé par Marylène Gouet, maire de Lisle

### Liste des présidents
| Période      | Période                        | Identité         | Étiquette | Qualité |
| ------------ | ------------------------------ | ---------------- | --------- | --- |
| 2014         | février 2017                   | Bernard Pillefer | UDI       | Professeur Maire de Fréteval (2008 → 2023) Conseiller général de Morée (2008 → 2015) Conseiller départemental du Perche (2015 → ) Vice-président du Conseil départemental de Loir-et-Cher (2015 → 2023) Président de la CC du Haut Vendômois (1995 → 2013) |
| février 2014 | En cours (au 23 novembre 2023) | Alain Bourgeois  | DVD       | Maire de Morée Réélu pour le mandat 2020-2026 |

### Compétences
L'intercommunalité exerce les compétences qui lui ont été transférées par les communes membres, dans les conditions déterminées par le code général des collectivités territoriales.
Il s'agit de : 
- Aménagement de l'espace : schéma de cohérence territoriale (SCoT), plan local d'urbanisme (PLU) et autres documents d'urbanisme, zones d'aménagement concerté (ZAC) à vocation exclusivement économique ; réserves foncières ; collecte et traitement de données pouvant prendre la forme d'un système d'information géographique, nécessitant la numérisation du cadastre ; infrastructures destinées à supporter des réseaux de télécommunication concernant tout ou partie du territoire communautaire.
- Développement économique : actions de développement économique, bâtiments à vocation économique destinés à la location ou à la vente ; aides financières tendant à favoriser l'accueil, l'implantation et le développement d'entreprises ; actions de prospection, l'accueil et le suivi de projets d'implantation et de développement d'entreprises ; zones d'activité ; politique locale du commerce et soutien aux activités commerciales d'intérêt communautaire (actions contribuant à la création, au maintien et au développement du commerce de proximité ou de première nécessité en zones rurales, mise en place dans le cadre des textes en vigueur, d'aides financières tendant à favoriser l'accueil, l'implantation et le développement de commerces) ; tout nouvel équipement touristique s'inscrivant dam le cadre de l'activité touristique développée sur le périmètre communautaire ; tourisme, événementiel et animation du territoire (Office de Tourisme Intercommunal, politique touristique portant sur des missions de service public d'accueil et d'information touristique, des actions de développement et de promotion touristique sur le territoire communautaire) ;  coordination des différents intervenants publics et privés en matière touristique ; inventaire du patrimoine touristique, archéologique, historique et naturel ; schéma global de développement touristique et réalisation d'études concourant au développement du tourisme ; valorisation de tous chemins de randonnées ; manifestations à caractère agricole, culturel, touristique ou sportif d'intérêt communautaire ;
- Accueil des gens du voyage s'inscrivant dans le schéma départemental d'accueil des gens du voyage
- Collecte, du traitement et valorisation des déchets ménagers et des déchets assimilés ;
- Gestion des milieux aquatiques et prévention des inondations (GEMAPI), comprenant : L'aménagement d'un bassin ou d'une fraction de bassin hydrographique, l'entretien et l'aménagement d'un cours d'eau, canal, lac ou plan d'eau, y compris leurs accès ; défense contre les inondations et contre la mer, protection et restauration des sites, des écosystèmes aquatiques et des zones humides ainsi que des formations boisées riveraines ;
- Protection et mise en valeur de l'environnement : Participation à toute réflexion visant à la définition d'une politique de protection et de mise en valeur de l'environnement, le cas échéant dans le cadre de schémas départementaux ; soutien aux actions de maîtrise de la demande d'énergie
- Politique du logement et du cadre de vie : programme local de l'habitat (PLH) permettant de définir les priorités en matière d'habitat et d'accompagner les politiques de l’État ; logements locatifs sociaux, comprenant des opérations en faveur du logement des personnes défavorisées, par les organismes sociaux ou par la communauté de communes, avec les aides financières habituelles ou qui leur feront suite ;
- Politique de la ville : diagnostic du territoire et définition des orientations du contrat de ville ; dispositifs contractuels de développement urbain, de développement local et d'insertion économique et sociale ainsi que des dispositifs locaux de prévention de la délinquance ; programmes d'actions définis dans le contrat de ville ;
- Équipements culturels et sportifs d'intérêt communautaire : Actions culturelles et de loisirs  (nouveaux équipements culturels ou de loisirs utilisés par une fraction importante d'habitants et dont le rayonnement contribue à l'image de la communauté ; équipements existants : la médiathèque à Fréteval, l'espace socio-culturel à Droué, l'école de musique à Droué ; espace sportif communautaire (équipements sportifs en vue du développement et de l'aménagement sportif de l'espace communautaire, reconnu d'intérêt communautaire : tout nouvel équipement sportif ou tout équipement existant utilisé par une fraction importante d'habitants et dont le rayonnement contribue à l'image de la communauté : le complexe sportif à Morée, gymnase à Droué, plateaux multisports à Fréteval, Moisy, Ouzouer-le- Doyen, Pezou, Saint-Hilaire-la-Gravelle, à Fontaine-Raoul, les trois terrains de tennis à Droué, le terrain de tennis au Poislay, l'aire de loisirs à Lisle, le parcours VTT à Saint-Jean Froidmentel, l'espace de détente au bord du Loir à Saint-Jean Froidmentel) ;
- Maisons de services au public ;
- Entretien des réseaux d'éclairage public
- Service à la population : toutes nouvelles actions contribuant à la création, au maintien et au développement des services de santé et à caractère sanitaire et social, répondant aux besoins de la population du territoire communautaire (exemple : création de maisons médicales, aides financières ponctuelles).
- Organisation et gestion du transport des élèves des écoles maternelles et primaires de la communauté jusqu'aux complexes sportifs intercommunaux à Morée et à Droué, pour les activités sportives pratiquées dans le cadre pédagogique de l'enseignement ;
- infrastructures et de réseaux de communications électroniques ;
- Service Public d'Assainissement Non Collectif (S.P.A.N.C.) ;
- Autres actions en faveur de l'environnement : la communauté de commune s'engage dans les actions exercées par les syndicats mixtes pour les compétences qui ne relèvent pas de la GEMAPI  pour la partie de son périmètre correspondant aux communes initialement membres des syndicats mixtes et comprenant notamment : lutte contre la pollution, exploitation, l'entretien et l'aménagement d'ouvrages hydrauliques existants, animation et concertation dans le domaine de la gestion et de la protection de la ressource en eau et des milieux aquatiques dans un sous-bassin ou un groupement de sous-bassins, ou dans un système aquifère, correspondant à une unité hydrographique ;

Dans la limite de ses compétences et dans des conditions définies par convention entre la communauté de communes et les communes membres, la communauté de communes peut exercer pour le compte d'une ou plusieurs communes toutes études, missions ou gestions de services.

### Régime fiscal et budget
La communauté de communes est un établissement public de coopération intercommunale à fiscalité propre.
Afin de financer l'exercice de ses compétences, l'intercommunalité perçoit la fiscalité professionnelle unique (FPU) – qui a succédé à la taxe professionnelle unique (TPU) – et assure une péréquation de ressources entre les communes résidentielles et celles dotées de zones d'activité. Elle bénéficie d'une bonification de la dotation globale de fonctionnement.
La communauté de communes collecte également la taxe d'enlèvement des ordures ménagères (TEOM), qui finance ce service public.
Elle ne reverse pas de dotation de solidarité communautaire (DSC) à ses communes membres.

### Effectifs
Pour la mise en oeuvre de ses compétences, la communauté emploie en 2019 12 agents (non compris ceux mis à disposition)

## Projets et réalisations
Conformément aux dispositions légales, une communauté de communes a pour objet d'associer des « communes au sein d'un espace de solidarité, en vue de l'élaboration d'un projet commun de développement et d'aménagement de l'espace ».

## Pour approfondir